# 中佐都村
中佐都村（なかさとむら）は長野県北佐久郡にあった村。現在の佐久市の北部中央、北陸新幹線の佐久平駅から中部横断自動車道の佐久中佐都インターチェンジにかけての地域にあたる。

## 地理
- 河川：湯川

## 歴史
- 1889年（明治22年）4月1日 - 町村制の施行により、北佐久郡塚原村・常田村・平塚村の区域をもって発足。
- 1954年（昭和29年）12月10日 - 北佐久郡岩村田町・平根村・高瀬村と新設合併して浅間町が発足。同日中佐都村廃止。

## 交通

### 鉄道路線
日本国有鉄道小海線の中佐都駅が隣の岩村田町に所在した。

### 道路
- 中山道

現在は旧村域に中部横断自動車道の佐久中佐都インターチェンジが所在するが、当時は未開通。